# Габілема
Габілема — ріолітовий стратовулкан, який розташований вздовж осі грабена Аддадо. Вулкан утворився на перетині центральної рифтової зони Афар з північним окраїною Ефіопського рифту, який простягається з північночі на південний захід. Куполи ріолітової лави розташовані на флангах вулкана. Поле базальтової лави розміром 5 на 17 км, яке покриває рівнину Адо-Бад на північ від вулкана, виникло з широкої області тріщинних жерл і конусів на північній стороні Габілеми. Молоді потоки лави також вивергалися на південь і схід від вулкана, останні ж вздовж тріщин на схід-захід. Цей період омолодження, можливо, не пов'язаний безпосередньо з вулканом Габілема, включав ріолітовий, а також базальтовий вулканізм.